# Конин (река)
Конин (Канин) — река в Тугуро-Чумиканском районе Хабаровского края России.
Исток — на южных склонах Альского хребта. Слиянием с рекой Ассыни образует реку Тугур в 175 км от её устья, являясь левым притоком. Длина — 189 км, площадь водосборного бассейна — 5490 км². Наиболее крупный приток — Муникан (справа).

## Данные водного реестра
По данным государственного водного реестра России относится к Амурскому бассейновому округу, речной бассейн реки Амур, речной подбассейн реки — Амур от впадения Уссури до устья, водохозяйственный участок — реки бассейна Охотского моря от границы бассейна реки Уда до мыса Лазарева без реки Амур.
Код объекта в государственном водном реестре — 20030900312119000166310.